# Graf nul
En teoria de grafs, el graf nul és un graf trivial que no té ni vèrtexs ni arestes. En teoria de categories el graf nul és l'objecte inicial de la categoria dels grafs.
Com que no consta de vèrtexs, tampoc té components connexos. Per tant, tot i que el graf nul és un bosc (un graf sense bucles), no és un arbre, degut a l'absència de components connexos.
El graf nul és un cas particular de graf buit, els quals requereixen que el conjunt d'arestes sigui buit.